# Koźle Małe
Koźle Małe – niezalesiony szczyt w południowo-wschodniej części Beskidu Andrychowskiego (Beskid Mały) o wysokości 541 m n.p.m., położony w granicach administracyjnych Krzeszowa. Przez szczyt Koźla Małego nie przebiega żaden znakowany szlak turystyczny.